# Umbonula patens
Umbonula patens is een mosdiertjessoort uit de familie van de Umbonulidae. De wetenschappelijke naam van de soort is voor het eerst geldig gepubliceerd in 1868 door Smitt.